# 忍容性
忍容性（にんようせい）とは、ある医薬品の明らかな副作用を、患者がどの程度まで許容できるかを示すものである。特定の薬剤の忍容性は、一般的な意味で論じられることもあれば、臨床試験の一環として定量的に測定されることもある。通常、忍容性は「ドロップアウト」つまり極度の副作用のために試験への参加を断念する患者の割合で測定される。しかし忍容性は多くの場合、薬剤が治療対象とする病状の重症度に関連している。例えば癌患者は、生存期間の延長や治療法の発見を期待して化学療法試験中の大きな痛みや不快感に耐えることができるが、頭痛のような良性の症状を経験する患者は、その可能性が低い。
例として、三環系抗うつ薬は非常に忍容性が低く、しばしば鎮静、起立性低血圧、抗コリン作用などの重篤な副作用を生じるが、新しい抗うつ薬は副作用がはるかに少なく、忍容性も良好である。